# Safavidi
Safavidi ili Safavidska dinastija Perzije (perz. سلسلة صفويان) bila je perzijska dinastija, koja je vladala Perzijskim Carstvom, u islamskoj eri. Vladali su Iranom od 1501. do 1736. godine.
Carstvo se protezalo kroz: Azerbejdžan, Armeniju, Gruziju, istočni Irak, Afganistan, Pakistan, Turkmenistan, Uzbekistan, Tadžikistan, manje dijelove Rusije, istočnu Tursku i istočnu obalu Arapskog poluotoka. Sama dinastija Safavida bila je kurdskog porijekla, a osnivač dinastije bio je Ismail I. Prijestolnice Carstva bile su: Tabriz (1501.-1555.), Kazvin (1555.-1598.) i Isfahan (1598.-1722.). Država je najviše vodila ratove protiv Osmanskog Carstva. Zadnji vladar Carstva bio je Abas III.
Unatoč padu Safavidskog Carstva 1736. godine, nasljeđe koje su ostavili za sobom pomoglo je oživljavanju Irana kao gospodarskog uporišta između Istoka i Zapada, uspostavu učinkovite države i birokracije zasnovane na "provjerama i ravnotežama", njihovim arhitektonskim inovacijama i njihovom pokroviteljstvu umjetnosti. Safavidi su također ostavili svoj trag sve do današnjeg doba širenjem šijitskog islama u Iranu, kao i velikim dijelovima Kavkaza, Anadolije, Perzijskog zaljeva i Mezopotamije.